# Гекзаметр
Гекза́метр, або Гекса́метр (грец. hexámetros — шестимірник) — метричний (квантитативний) вірш шестистопного дактиля (—UU), де в кожній стопі, окрім п'ятої, два короткі склади можуть змінюватися одним довгим, витворюючи спондей. Остання стопа завжди двоскладова — хорей. Як правило, гекзаметр має одну цезуру (після третього складу третьої стопи, а давньогрецький гекзаметр — і після другого складу третьої стопи) або дві (після другого складу другої та четвертої стоп), вона розмежовує вірш на два піввірші: перший — з низхідною ритмічною інтонацією, другий — із висхідною. Метрична схема гекзаметра з найуживанішою цезурою така:
—UU/—UU/—//UU/—UU/—UU/—U.
Гекзаметр застосовується в багатьох жанрах античної поезії (епос, ідилія, гімн, сатира, послання), а в сполуці з іншими розмірами (пентаметр) — в елегіях та епіграмах, до нього зверталися Гомер, Вергілій, Теокріт. У силабо-тонічному віршуванні гекзаметр передається сполученням дактилів (—UU) з хореями (—U), що замінюють спондеї, стаючи різновидом паузника.
У поезії нового часу до гекзаметра як розміру, що передає величне та поважне враження, звертався Й. В. Гете («Герман і Доротея»), Генрі Лонгфелло («Еванджеліна»), К. Донелайтіс («Пори року») та інші. В українській поезії гекзаметр спостерігається в доробку К. Думитрашка, П. Ніщинського, Лесі Українки, М. Рильського, П. Тичини, М. Вінграновського. Приклад гекзаметра з доробку П. Тичини:
Загупало в двері прикладом, заграло, зашкрябало в шибку.
 — Ану одчиняй, молодице, чого ти там криєшся в хаті? — : Застукало в серці, різнуло: ой горе! це ж гості до мене!
Та чим же я буду вітати — іще ж не вварився синочок…
Біжить, одмикає сінешні, гостям уклоняється низько.
Гостей вона просить проходить — сама ж замикає за ними (…)